# Сельское поселение «Деревня Корсаково»
Сельское поселение «Деревня Корсаково» — муниципальное образование в составе Жуковского района Калужской области России.
Муниципальное образование «Сельское поселение „Деревня Корсаково“» образовано законом Калужской области № 7-ОЗ от 28 декабря 2004 года «Об установлении границ Муниципальных образований, расположенных на территории административно-территориальных единиц „Бабынинский район“, „Боровский район“, „Дзержинский район“, „Жиздринский район“, „Жуковский район“, „Износковский район“, „Козельский район“, „Малоярославецкий район“, „Мосальский район“, „Ферзиковский район“, „Хвастовичский район“, „Город Калуга“, „Город Обнинск“». Центр — деревня Корсаково.

## Население
| 2010 | 2012 | 2013 | 2014 | 2015 | 2016 | 2017 |
| ---- | ---- | ---- | ---- | ---- | ---- | ---- |
| 312  | ↗333 | ↗350 | ↗364 | ↗380 | ↗393 | ↗451 |
| 2018 | 2019 | 2020 | 2021 |      |      |      |
| ↗457 | ↗460 | ↗480 | ↗847 |      |      |      |

## Состав сельского поселения
| №  | Населённый пункт | Тип населённого пункта          | Население |
| -- | ---------------- | ------------------------------- | --------- |
| 1  | Борисково        | деревня                         | ↘13       |
| 2  | Глядово          | деревня                         | ↘0        |
| 3  | Гремячево        | деревня                         | →0        |
| 4  | Корсаково        | деревня, административный центр | ↘273      |
| 5  | Нижнее           | село                            | ↘7        |
| 6  | Ольхово          | деревня                         | ↘1        |
| 7  | Орехово          | деревня                         | ↘11       |
| 8  | Рождествено      | деревня                         | 0         |
| 9  | Успенские Хутора | деревня                         | ↘1        |
| 10 | Чернишня         | деревня                         | ↘6        |

- В 2023 году образован новый населённый пункт — деревня Рождествено[13][14].